# Stefan Tomašević
Stefan Tomašević, död 1463, var Bosniens regent från 1461 till 1463, och Serbiens regent 1459. Han var både Bosniens och Serbiens sista regent före Osmanska rikets erövring av dessa stater. 